# Gorgonocephalus sundanus
Gorgonocephalus sundanus är en ormstjärneart som beskrevs av Döderlein 1927. Gorgonocephalus sundanus ingår i släktet Gorgonocephalus och familjen medusahuvuden. Inga underarter finns listade i Catalogue of Life.